# Elena Santonja
María Elena Santonja Esquivias, née à Madrid le 29 mai 1932 et morte le 17 octobre 2016 dans la même ville, est une présentatrice de télévision espagnole ainsi qu'une actrice.

## Publications
- (es) Paso a paso por la cocina de Elena, Elena Santonja, Álvaro Lión-Depetre et Carmen Beamonte de Cominges, 1987, livre de cuisine.
- (es) 24 setas de Madrid, avec Manuel Elexpuru, 1987
- (es) Diccionario de cocina, 1997
- (es) Las recetas de mis amigos, 1998, livre de cuisine.